# 朴進宇
朴進宇（韓語：박진우），韓國電視劇編劇。

## 作品

### 电视剧
- 2007年：KBS《漢城別曲-正》
- 2008年：KBS《風之國》
- 2014年：SBS《異鄉人醫生》
- 2018年：SBS《Ms.Ma，復仇的女神》

## 外部連結
- NAVER搜索